# Neder (Gemeinde Neustift im Stubaital)
Neder ist eine Rotte in der Gemeinde Neustift im Stubaital im Bezirk Innsbruck-Land im Bundesland Tirol (Österreich).

## Geographie
Neder liegt im Stubaital auf 975 m ü. A. bei der Mündung des Pinnisbachs in die Ruetz knapp 3 km nordöstlich bzw. talauswärts des Gemeindehauptortes Neustift. Der Ort liegt an der Stubaitalstraße, die hier die Ruetz überquert und von der rechten auf die linke Talseite wechselt.

## Wirtschaft
In Neder spielt vor allem der Tourismus eine große Rolle in der Wirtschaft. Es befinden sich mehrere Hotels und Pensionen im Ort, auch die Rodelbahn vom Elfer endet hier.

## Verkehr
Neder wird von der Stubaitalstraße erreicht. Außerdem verkehrt der Linienbus 590 jede 15 Minuten nach Neustift und zum Stubaier Gletscher; die Landeshauptstadt Innsbruck wird halbstündlich bedient.